# Miss Birmanie
 (octobre 2019).
Le contenu est difficilement compréhensible vu les erreurs de traduction, qui sont peut-être dues à l'utilisation d'un logiciel de traduction automatique.
Miss Birmanie désigne les concours de beauté féminine destinés aux jeunes femmes de Birmanie, également appelée Myanmar.

## Histoire
Avant la création de Miss Myanmar ou du concours Miss Univers Myanmar, ce concours avait pour nom Miss Burma. Il débute au Myanmar en 1959 avec le nom Burma. De 1959 à 1961, le Myanmar participe au concours Miss Univers. Depuis 1962, le concours national a été banni par le gouvernement pour des raisons inconnues.
En 2013, Daw Soe Yu Wai venant d'une organisation de médias locaux se rend à New York afin d'obtenir une licence de Miss Univers. Elle y fit également une déclaration pour le Myanmar en revenant à Miss Univers. Son interview avec l'ancienne Miss Univers Olivia Culpo fut en vedette sur VOA Burmese, où la reporter Kaye Lin anima l'interview en tant que traductrice.[réf. nécessaire]

### Miss Univers Myanmar 2013
Moe Set Wine a participé à Miss Univers Myanmar 2013 qui s'est tenue le 3 octobre 2013 au Théâtre national de Yangon. Le concours était organisé par le Hello Madam Media Group. Ce concours a eu lieu pour la première fois depuis 1961. Elle a remporté les titres Miss Perfect Skin et Miss Famous, votés par les fans via le système de vote par Internet et les messages SMS. Elle est devenue la gagnante de Miss Univers Myanmar 2013 après le concours. Elle a été la première femme à représenter le pays dans la compétition depuis 1961.

## Détentrices du titre

### Gagnante
La gagnante de Miss Myanmar représente son pays à Miss Univers. À l'occasion, lorsque le gagnant ne se qualifie pas (en raison de son âge) pour l'un ou l'autre des concours, une finaliste est envoyée. Depuis 2013, le nom a été changé en Myanmar. Avant que le nom ne soit utilisé lors du concours, la Birmanie l'a déjà utilisé à l'époque de 1959-1961. En 2015, Miss Univers Myanmar Organization a couronné deux gagnantes, elles concourront à Miss Univers 2015 et Miss Univers 2016. 
| Year | Miss Myanmar       | Represented  | Notes                                                               |
| ---- | ------------------ | ------------ | ------------------------------------------------------------------- |
| 2025 | Myat Yadanar Soe   | Pyin Oo Lwin |                                                                     |
| 2024 | Thet San Andersen  | Rangoun      |                                                                     |
| 2023 | Amara Bo           | Keng Tung    |                                                                     |
| 2022 | Zar Li Moe         | Bhamo        |                                                                     |
| 2020 | Thuzar Wint Lwin   | Rangoun      | Miss Universe Myanmar 2020 and Top 21 at Miss Universe 2020         |
| 2019 | Swe Zin Htet       | Hpa-An       |                                                                     |
| 2018 | Hnin Thway Yu Aung | Pégou        |                                                                     |
| 2017 | Zun Than Sin       | Rangoun      | Luxury Brand Model Awards 2015                                      |
| 2016 | Htet Htet Htun     | Rangoun      | Miss Myanmar World 2014 Second Runner Up                            |
| 2015 | May Barani Thaw    | Rangoun      | Also, Miss Myanmar International 2014 1st Runner Up                 |
| 2014 | Sharr Htut Eaindra | Rangoun      | -                                                                   |
| 2013 | Moe Set Wine       | Rangoun      | People's Choice Award by Forum, Missosology's People's Choice Award |
| 1961 | Myint Myint Khin   | Rangoun      | Miss Birmanie                                                       |
| 1960 | Myint Myint May    | Rangoun      | Miss Birmanie                                                       |
| 1959 | Than Than Aye      | Rangoun      | Miss Birmanie                                                       |

### Première dauphine
La deuxième place de Miss Myanmar va à Miss Grand International qui a commencé en 2017. Le titre gagnant sera l'ambassadrice de l'arrêt de la guerre et bénéficiera d'un voyage complet pour le prochain concours Miss Grand International.
| Year    | Representative's Name | Represented | Notes                               |
| ------- | --------------------- | ----------- | ----------------------------------- |
| 2019    | TBA                   |             |                                     |
| 2018    | Su Myat Phoo          | Naypyitaw   | Miss Grand Myanmar 2018             |
| 2017    | Shwe Eain Si          | Rangoun     | Miss Grand Myanmar 2017 (Dethroned) |
| 2015/16 | Han Lay               | Rangoun     | -                                   |
| 2014    | Yoon Mhi Mhi Kyaw     | Rangoun     | -                                   |
| 2013    | Aye Chan Moe          | Rangoun     | Miss Grand Myanmar 2017             |

### Deuxième dauphine
La troisième place de Miss Myanmar revient à Miss Intercontinental qui a commencé en 2018.
| Year    | Representative's Name  | Represented | Notes                                               |
| ------- | ---------------------- | ----------- | --------------------------------------------------- |
| 2019    | TBA                    |             |                                                     |
| 2018    | Nang Mway Phoung Loong | Tachileik   | Miss Intercontinental Myanmar 2018                  |
| 2017    | Ja Dim Kai             | Myitkyina   | Miss World Beauty Queen Myanmar 2017                |
| 2015/16 | Cho Cho Tun            | Rangoun     | Miss Universe Myanmar 2015 and 2016 (held together) |
| 2014    | Shwe Sin Ko Ko         | Mawlamyine  | Miss Congeniality                                   |
| 2013    | Myat Hnin Phyu         | Rangoun     | -                                                   |

### Third Runner-up
The fourth placed of Miss Myanmar goes to Face of Beauty International began in 2018.
| Year | Representative's Name | Represented | Notes                       |
| ---- | --------------------- | ----------- | --------------------------- |
| 2019 | TBA                   |             |                             |
| 2018 | Myint Moh May         | Pa-An       | Face of Beauty Myanmar 2018 |
| 2017 | Thun Wadi             | Lashio      | -                           |
| 2013 | Khin Myat Noe Oo      | Kawthaung   | -                           |

### Fourth Runner-up
The fifth placed of Miss Myanmar does not go to International pageant. The winning title will be an ambassador of Myanmar.
| Year | Representative's Name  | Represented | Notes                           |
| ---- | ---------------------- | ----------- | ------------------------------- |
| 2019 | TBA                    |             |                                 |
| 2018 | Roslynn Seng Nu Nu Pan | Myitkyina   | -                               |
| 2017 | Khin Lapyae Zaw        | Rangoun     | Miss Tourism Queen Myanmar 2013 |
| 2013 | May Chit Pone          | Rangoun     | Miss Beautiful Smile            |

## International pageants

### Miss Universe
| Year | Representative's Name | Represented | Placement | Special Awards          |
| 2020 | Thuzar Wint Lwin      | Rangoun     | Top 21    | - Best National Costume |
| 2019 | Swe Zin Htet          | Hpa-an      | Unplaced  |                         |
| 2018 | Hnin Thway Yu Aung    | Pégou       | Unplaced  |                         |
| 2017 | Zun Than Sin          | Rangoun     | Unplaced  |                         |
| 2016 | Htet Htet Htun        | Rangoun     | Unplaced  | - Best National Costume |
| 2015 | May Barani Thaw       | Rangoun     | Unplaced  |                         |
| 2014 | Sharr Htut Eaindra    | Rangoun     | Unplaced  |                         |
| 2013 | Moe Set Wine          | Rangoun     | Unplaced  |                         |
| 1961 | Myint Myint Khin      | Rangoun     | Unplaced  |                         |
| 1960 | Myint Myint May       | Rangoun     | Unplaced  | - Miss Congeniality     |
| 1959 | Than Than Aye         | Rangoun     | Unplaced  |                         |

### Miss Grand International
| Year | Representative's Name    | Represented | Placement       | Special Awards                   |
| 2018 | Su Myat Phoo             | Naypyidaw   | TBA             | TBA                              |
| 2017 | Aye Chan Moe (Succeeded) | Rangoun     | Unplaced        | - Top 10 - Best National Costume |
| 2017 | Shwe Eain Si (Dethroned) | Rangoun     | Did not compete | Did not compete                  |

### Miss Intercontinental
| Year | Representative's Name  | Represented | Placement | Special Awards |
| 2018 | Nang Mway Phoung Loong | Tachileik   | TBA       | TBA            |

### Face of Beauty International
| Year | Representative's Name | Represented | Placement                         | Special Awards                                                |
| 2018 | Myint Mo May          | Pa-An       | Face of Beauty International 2018 | - People Choice Award - 2nd runner up - Best National Costume |

### World Beauty Queen
| Year | Representative's Name  | Represented | Placement            | Special Awards               |
| 2018 | Roslynn Seng Nu Nu Pan | Myitkyina   | Top 13 Semi-Finalist | - Miss Aura - SNS Popularity |
| 2017 | Ja Dim Kai             | Myitkyina   | Top 16 Semi-Finalist | - Best Original Costume      |

### Miss United Continents
| Year | Representative's Name | Represented | Placement | Special Awards |
| 2018 | Eaint Thet Hmue       | Minbu       | Unplaced  |                |